# Prince Albert n.º 461
Prince Albert n.º 461 es un municipio rural canadiense situado en la provincia de Saskatchewan.

## Superficie
Prince Albert n.º 461 tiene una superficie de 1010,1 km².

## Demografía
En 2021, tenía 3438 habitantes, una densidad poblacional de 3,4 hab./km², y 1111 viviendas.